# 山口嵩之
山口 嵩之 （やまぐち たかゆき、1989年7月29日 - ）は、石川県金沢市出身の元プロ野球選手（投手）。右投右打。

## 経歴

### プロ入り前
金沢市立兼六中学校では軟式野球部に所属。石川県立工業高等学校では甲子園出場経験はなし。
高校卒業後にトヨタ自動車に入社するが、高校時代以来の肘痛の再発や腰痛の影響で4年後の2011年に退部。
2012年は同社の貞宝工場で社業に就きながら自主トレーニングを重ね、2013年1月にトヨタ自動車東日本に転籍した。9月に行われた第50回JABA毎日旗争奪秋季大会では最高殊勲選手賞を受賞した。
2013年10月24日に行われたプロ野球ドラフト会議で埼玉西武ライオンズに5巡目で指名され、契約金3,500万円、年俸1,000万円（金額は推定）で仮契約を結んだ。

### 西武時代
2014年は二軍で2試合2回を投げ勝敗無し、防御率18.00だった。
2015年は二軍で15試合に登板し、防御率11.12だった。オフに藤原良平、佐野泰雄、星孝典と共にオーストラリアン・ベースボールリーグのメルボルン・エイシズに派遣され、ウインターリーグに参加した。また、社会人時代に知り合った女性と5月15日に入籍していたことが発表された。
2016年は二軍で9試合に登板し、防御率15.43の成績だった。10月1日に球団より戦力外通告を受け、11月12日に阪神甲子園球場で行われた12球団合同トライアウトに参加。打者3人に対し、1安打1四球1奪三振だった。12月2日付で自由契約選手となった。

## 詳細情報

### 年度別投手成績
- 一軍公式戦出場なし

### 背番号
- 40 （2014年 - 2016年）